# Кубок Полінезії з футболу 1998
Кубок Полінезії 1998 був другим розіграшем Кубка Полінезії, він також виконував функції відбіркового турніру Кубка націй ОФК 1998 року в зоні Полінезії. Турнір пройшов на Островах Кука з 2 по 8 вересня 1998 року.

## Результати

### Таблиця
| Команда            | І | В | Н | П | ГЗ | ГП | О  |
| ------------------ | - | - | - | - | -- | -- | -- |
| Таїті              | 4 | 4 | 0 | 0 | 27 | 1  | 12 |
| Острови Кука       | 4 | 2 | 1 | 1 | 8  | 11 | 7  |
| Самоа              | 4 | 2 | 0 | 2 | 8  | 7  | 6  |
| Тонга              | 4 | 1 | 1 | 2 | 5  | 9  | 4  |
| Американське Самоа | 4 | 0 | 0 | 4 | 3  | 23 | 0  |

### Матчі
| 2 вересня 1998 |

| Острови Кука | 2-1 | Самоа |
| ------------ | --- | ----- |
|              |     |       |

| Раротонга |

| 2 вересня 1998 |

| Тонга | 3-0 | Американське Самоа |
| ----- | --- | ------------------ |
|       |     |                    |

| Раротонга |

| 3 вересня 1998 |

| Таїті | 5-0 | Тонга |
| ----- | --- | ----- |
|       |     |       |

| Раротонга |

| 3 вересня 1998 |

| Острови Кука | 4-3 | Американське Самоа |
| ------------ | --- | ------------------ |
|              |     |                    |

| Раротонга |

| 5 вересня 1998 |

| Таїті | 5-1 | Самоа |
| ----- | --- | ----- |
|       |     |       |

| Раротонга |

| 5 вересня 1998 |

| Острови Кука | 2-2 | Тонга |
| ------------ | --- | ----- |
|              |     |       |

| Раротонга |

| 7 вересня 1998 |

| Самоа | 2-0 | Тонга |
| ----- | --- | ----- |
|       |     |       |

| Раротонга |

| 7 вересня 1998 |

| Таїті | 12-0 | Американське Самоа |
| ----- | ---- | ------------------ |
|       |      |                    |

| Раротонга |

| 8 вересня 1998 |

| Самоа | 4-0 | Американське Самоа |
| ----- | --- | ------------------ |
|       |     |                    |

| Раротонга |

| 8 вересня 1998 |

| Острови Кука | 0-5 | Таїті |
| ------------ | --- | ----- |
|              |     |       |

| Раротонга |

| Кубок Полінезії 1998 Переможець |
| ------------------------------- |
| · Таїті · Другий титул          |

 Таїті і  Острови Кука отримали путівку у фінальний турнір Кубка націй ОФК 1998 року.